# Église Saint-Louis de Fontainebleau
Ne doit pas être confondu avec Ermitage Saint-Louis de Fontainebleau.
Pour les articles homonymes, voir Saint-Louis et Église Saint-Louis.
L'église Saint-Louis est un édifice religieux catholique situé à Fontainebleau, en France. Elle est l'église paroissiale de la ville, rattachée au diocèse de Meaux. Le curé actuel est le père José Antonini. Elle est inscrite aux monuments historiques depuis le 1949.

## Situation et accès
L'église est située entre la rue de la Paroisse, la rue Grande, la place de la République et la cour de la Mission qui la sépare du bâtiment de la Mission qui lui est adjacent, dans le centre-ville de Fontainebleau, et plus largement dans le sud-ouest du département de Seine-et-Marne.
Son accès principal s'ouvre sur la rue de la Paroisse. Légèrement surélevée par rapport au trottoir, cinq marches sont disposées devant les entrées.

## Histoire

### Annexe de la paroisse d'Avon

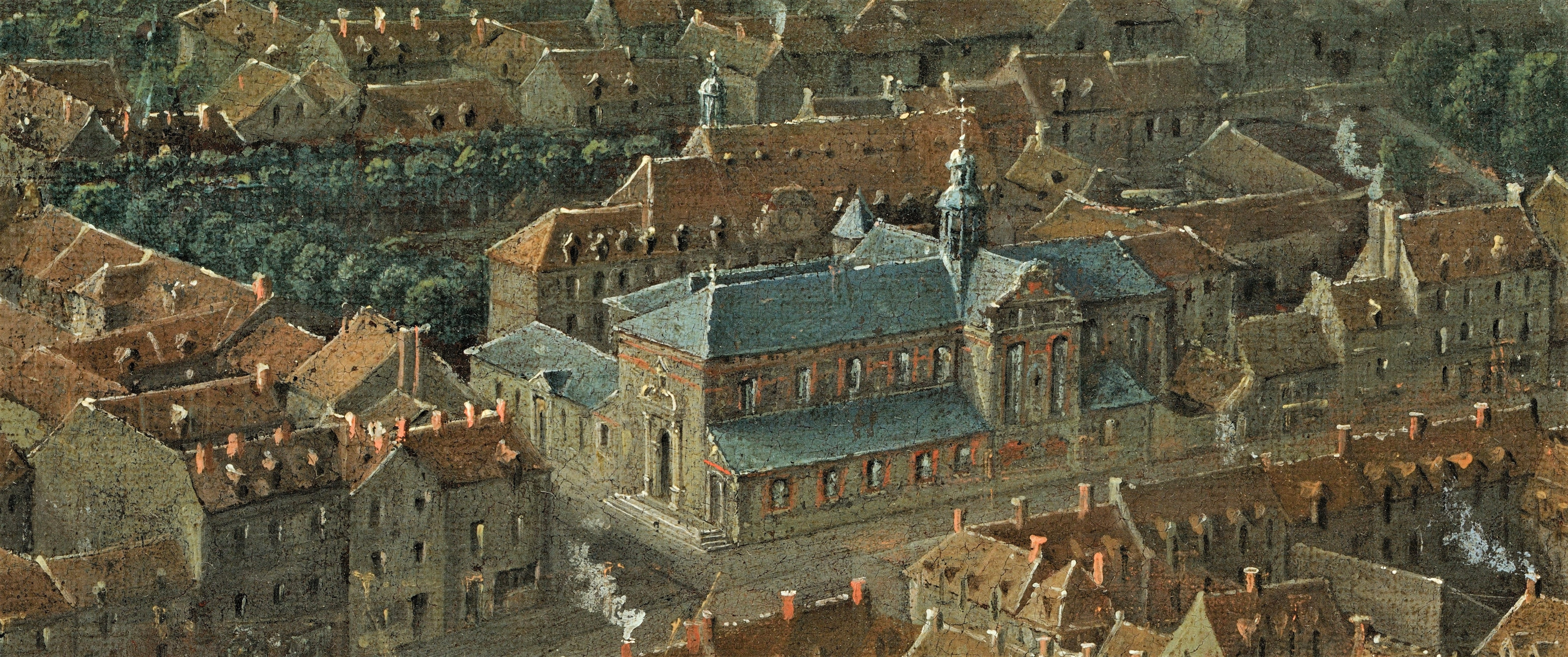
L'église Saint-Louis au XVIIIe siècle. Détail du tableau Vue du Château de Fontainebleau par Pierre-Denis Martin

Alors que l’histoire de la paroisse d’Avon commence plusieurs siècles auparavant, la construction d’une église à Fontainebleau puis la création d’une paroisse, ne commence qu’au début du XVIIe siècle. Les Bellifontains se rendaient auparavant à la messe en l'église Saint-Pierre d'Avon. Ainsi, c'est dans le registre paroissial d'Avon que se trouve l'acte de baptême du futur roi Louis XIII, né le 27 septembre 1601 à Fontainebleau et baptisé le 14 septembre 1606.
Lorsque Henri IV décide d’ériger un mur d’enceinte au parc du château afin de pouvoir y chasser le gibier, les fidèles doivent parcourir près de trois kilomètres pour aller à la messe, ce qui est inconfortable pour les habitants.

### Église royale
La reine-mère Marie de Médicis, veuve de Henri IV, qui assume la régence pour son fils Louis XIII, confie la construction d'une chapelle, annexe de l'église d'Avon, à Claude Matin. Le bâtiment est édifié entre 1611 et 1614. Il est dédié à Saint Louis IX de France, ancêtre de la Maison de Bourbon et Saint-patron du roi.
Le 16 novembre 1661, Louis XIV et la reine-mère Anne d'Autriche font ériger la chapelle en Paroisse de Fontainebleau. Le registre paroissial de l'église de Fontainebleau contient l'acte de baptême du fils du musicien Jean-Baptiste Lully et Madeleine Lambert, Louis Lully, baptisé le 9 septembre 1677 dans la chapelle haute Saint-Saturnin de la Cour Ovale du château de Fontainebleau par Emmanuel-Théodose de La Tour d'Auvergne, cardinal de Bouillon et grand aumônier de France, en présence d'Antoine Durand, premier curé de l'église Saint-Louis de Fontainebleau : son parrain est le roi de France Louis XIV (d'où le prénom Louis) et sa marraine est la reine de France Marie-Thérèse d'Autriche.
Au XVIIIe siècle, le roi Louis XV et son épouse, la reine Marie Leszczynska, sont les parrain et marraine de la cloche de l'église.

### Révolution
Après avoir investi le château, la Société populaire de Fontainebleau (alors officiellement, Société des amis de la liberté et de l'égalité) fondée le 5 mai 1791, s'installe dans l'église le 4 décembre 1793,. Les jacobins en font un temple de la Raison et le citoyen Bataille, président de cette Société populaire, prononce un discours durant une séance d'inauguration,. L'église est pillée et dévastée ; sous la direction de l'architecte Saulgeot, l'édifice est ainsi transformé par l'installation de banquettes, une tribune au milieu de la nef et l'ajout d'une inscription jacobine.
La cloche « baptisée » par le couple royal est démontée et brisée à cette même période révolutionnaire. Les débris sont alors fondus pour en faire une nouvelle cloche montée dans l'église Saint-Philippe-et-Saint-Jacques de Veneux-les-Sablons, inaugurée le 11 novembre 1828.

### Agrandissement auXIXesiècle

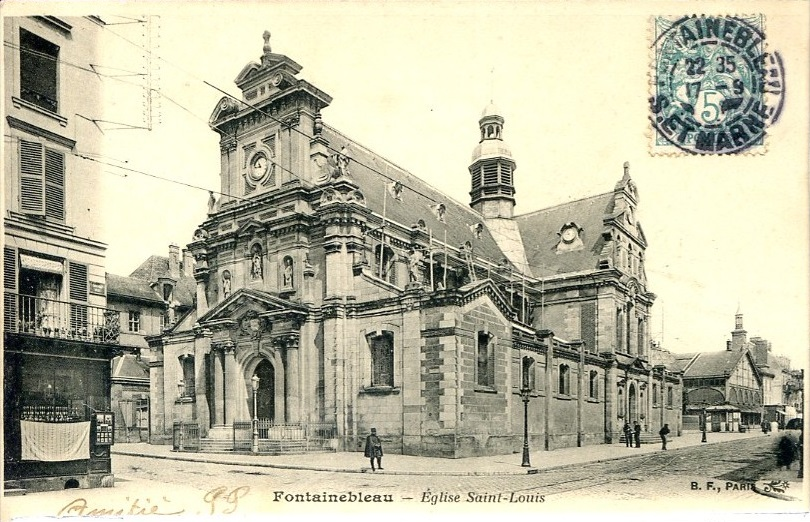
L'église Saint-Louis au début du XXe siècle.

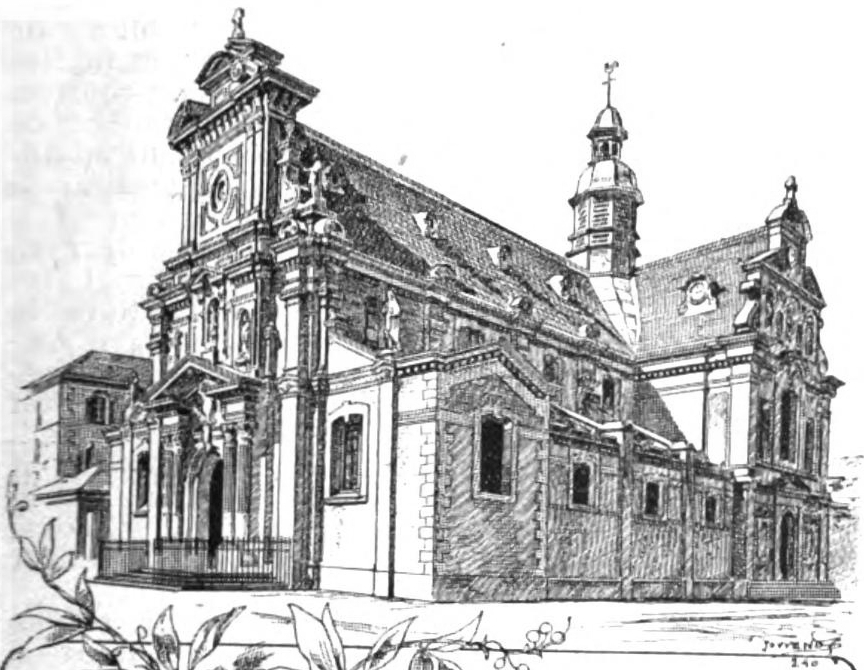
Gravure de l'église issue d'un ouvrage publié en 1903.

En 1852, le curé demande à Napoléon III une subvention pour transformer l'église. On décide d'agrandir le bâtiment existant. En 1859, l'empereur accorde une subvention de 200 000 francs pour les travaux, exécutés d'après les projets de l'architecte de la ville, Lebois. En 1868, les travaux sont terminés. En fait, l'empereur vient souvent à Fontainebleau et souhaite donner un caractère plus monumental à la ville.

### Incendie criminel de 2016
Le 10 janvier 2016, une partie de l'église est ravagée par un incendie criminel : d'après le maire de la ville, Frédéric Valletoux, la statue de la Vierge de Franchard du XIVe siècle, un retable du XVe siècle et un autel du XVIe siècle, tous classés, sont détruits. Le ciboire a été volé et des hosties consacrées ont été jetées sur le sol,. Au même moment, la Croix de Guise, en forêt de Fontainebleau, est retrouvée renversée, et l'église Saints-Philippe-et-Jacques de Veneux-les-Sablons part également en fumée. 
Le lendemain soir, 11 janvier 2016, le ministre de l'Intérieur Bernard Cazeneuve effectue une visite sur place, il reconnaît « la gravité des faits » et précise qu'il faut « que ces individus qui ne respectent rien soient sévèrement punis ». Après une importante mobilisation, la « messe de réparation » est célébrée par l'évêque de Meaux, Mgr Jean-Yves Nahmias, le 24 janvier suivant, en présence de Nicolas Sarkozy et de la présidente de la région Île-de-France Valérie Pécresse. Un suspect est placé en garde à vue le lendemain : il s'agit d'un marginal de 48 ans suivi en psychiatrie, aidé par la paroisse depuis plusieurs années et qui avait déjà menacé le curé. La justice le considérera comme coupable mais pénalement irresponsable en raison de troubles psychiatriques lourds,,.

## Structure

### Girouette
Issue du clocher, la girouette d’origine en forme de coq est datée de 1701 et est restaurée en 1877 comme l’indiquent les inscriptions sur ses deux faces respectives. Cet objet, d’importance historique localement, est retrouvé « par hasard » par un antiquaire de Strasbourg, Armand Berauer, à La Baule-Escoublac qui en remporte la mise lors d’une vente aux enchères, le 21 juillet 2021, pour 676 euros (alors qu’il est estimé entre 500 et 700 euros). Sa vente par la maison Osenat, à Fontainebleau, est prévue le 30 mars 2024 ; le pôle missionnaire souhaite un « retour dans son poulailler d’origine » en comptant se positionner lors de la vente,. Si l’histoire du coq d’origine reste inconnue, celui argenté coiffant actuellement l’église aurait été installé lors d’une restauration dans les années 1960.

## Statut patrimonial et juridique
L'église fait l'objet d'une inscription au titre des monuments historiques par arrêté du 22 août 1949, en tant que propriété de la commune.

## Liste des curés de l'église Saint-Louis

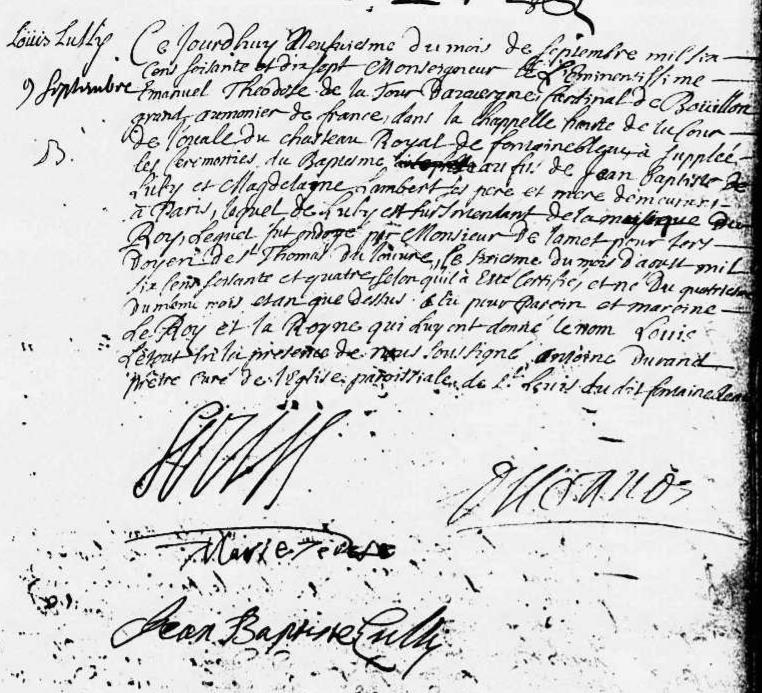
Acte de baptême de Louis Lully le 9 septembre 1677 à Fontainebleau, avec les signatures de son père, le musicien Jean-Baptiste Lully, de son parrain, le roi Louis XIV, de sa marraine, la reine Marie-Thérèse d'Autriche et du père Antoine Durand, premier curé de l'église Saint-Louis.

- Père Antoine Durand (1629-1707), de 1661 à 1677, premier curé de la paroisse, prêtre de la Mission et auteur d'un Journal[23]
- Père Denis Laudin (1622-1693), de 1679 à 1690
- Père Maurice Faure, de 1690 à 1697, bâtisseur de la chapelle Notre-Dame-de-Bon-Secours[24]
- Père Devaquez, de 1697 à 1708
- Père Maurice Faure, de 1708 à 1711, curé de Fontainebleau pour la deuxième fois
- Père Benard, de 1711 à 1718
- Père Girardin, de 1718 à 1724
- Père Jean Jomard, de 1724 à 1730
- Père Groslart, de 1730 à 1732
- Père Étienne Bourret, de 1732 à 1745
- Père Lazare Joseph Buisson, de 1745 à 1749
- Père François Valliton, de 1749 à 1754
- Père Alexis Leroux, de 1754 à 1756
- Père Macé, de 1756 à 1760
- Père Meynier, de 1760 à 1773
- Père Chaalon, de 1773 à 1777
- Père Daÿe, de 1777 à 1803
- Père Thiébaut, de 1803 à 1812
- Père Nicolas Philippeaux (1763-1825), de 1812 à 1825
- Père Claude Rosalie Liautard (1774-1843), de 1825 à 1843
- Père Noël Eugène Charpentier, de 1843[25] à 1874
- Père Pierre Jean-Louis Desliens, de 1874 à 1891
- Père Gustave Émile Eugène Dumaine (né en 1842), de 1891 à 1906
- Père Bouchet, de 1906 à 1920
- Père Barbier, de 1920 à 1936
- Père Jourdain, de 1936 à 1945
- Père Fontaine, de 1945 à 1962
- Père Forestier, de 1962 à 1967
- Père Kroon, de 1967 à 1978
- Père Michel Duhamel, de 1978 à 1994[26]
- Père André Lavollée, de 1994 à 2007[27]
- Père Bogdan Brzys, de 2007 à 2014[28]
- Père José Antonini (né en 1954), depuis 2014[29]

## Mobilier

### Statue de la vierge de Notre-Dame-de-Franchard

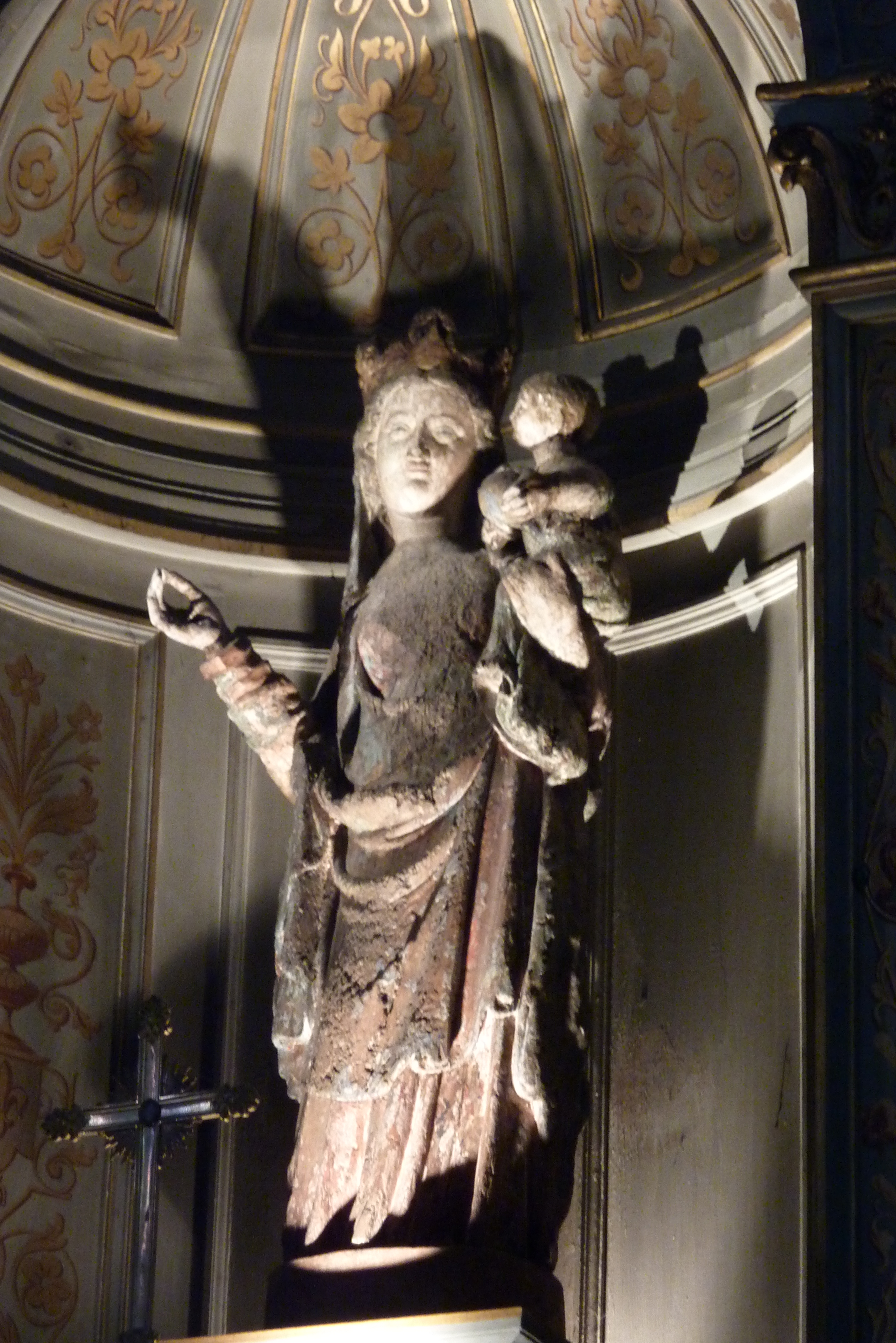
La statue, en 2012.

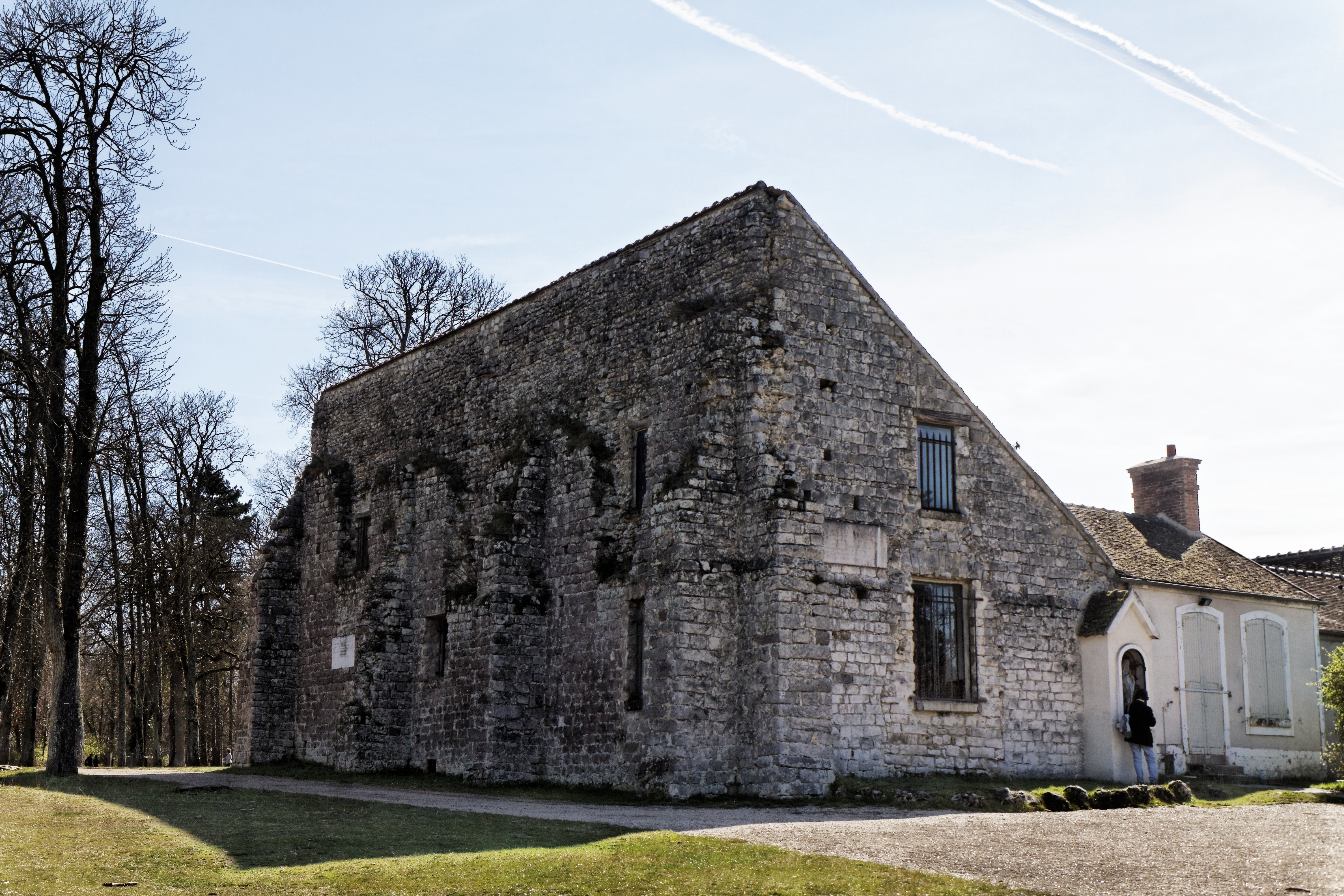
Vestiges du Prieuré Notre-Dame de Franchard

Dans la chapelle de la Vierge, de style Napoléon III, aux vitraux consacrés à Marie, la statue du XIVe siècle, Notre-Dame de Franchard, provenant d'un ermitage, le prieuré Notre-Dame de Franchard, situé en forêt de Fontainebleau. Elle échappe notamment à la destruction pendant la Révolution française. La statue disparait lors d'un incendie criminel le 10 janvier 2016 sans savoir encore véritablement au départ s'il s'agit d'une destruction ou d'un vol,. Quelques jours plus tard, au cours des opérations de nettoyage de l'église, des restes de cette statue sont retrouvés, confirmant donc sa destruction pendant l'incendie.

### Orgue
L'église Saint-Louis possède un buffet d'orgues offert par le roi Louis XIV. L'instrument est construit entre 1666 et 1670 par Gabriel Bunel, puis François-Henri Clicquot le restaure en 1786. En 1884, Aristide Cavaillé-Coll y travaille, puis l'orgue est transformé et agrandi en 1925 par la Maison Mutin-Convers.
Il est relaté que lors de l'inauguration des orgues de l'église Saint Louis de Fontainebleau, le 29 mars 1925, l'abbé Bee, maitre de la chapelle, dirigea 50 Choristes, les élèves de Marie Pironnet, et trois solistes de la Schola Cantorum, accompagnés au piano par Charles Marie Widor et Marcel Laisné.
En 1958 une restauration est effectuée par la Maison Ruche de Lyon sous la direction de l'organiste titulaire de l'époque Geneviève de la Salle. Muet à partir de 1982, sous l'impulsion de son organiste titulaire nommée en 1974 Anne-Marie Barat, une réfection complète de l'instrument est entreprise par Benoist et Sarelot de 1989 à 1992. L'orgue est partiellement endommagé, notamment à cause de la suie, pendant l'incendie criminel du 10 janvier 2016
Positif : Bourdon 8', Prestant 4', Doublette 2', Nazard 2'2/3, Tierce 1'3/5, Larigot 1'1/3, Piccolo 1', Plein-Jeu V rangs, Cromorne 8'.
Grand-Orgue : Bourdon 16', Montre 8', Bourdon 8', Flûte harmonique 8', Prestant 4', Flûte 4', Doublette 2', Cornet V rangs, Fourniture II rangs, Plein-Jeu V rangs, Trompette 8', Clairon 4'.
Récit expressif : Principal 8', Bourdon-Flûte 8', Gambe 8', Voix Céleste 8', Principal 4', Flûte octave 4', Octavin 2', Plein-Jeu V rangs, Basson 16', Basson-Hautbois 8', Voix Humaine 8', Trompette 8', Clairon 4'.
Pédale : Flûte 16', Flûte 8', Flûte 4', Bombarde 16', Trompette 8', Clairon 4'.
40 jeux réels.
Transmissions mécaniques des notes et des jeux.
Accouplements Positif/Grand-Orgue, Récit/Grand-Orgue, Récit/Positif.
Tirasses : Positif, Grand-Orgue, Récit.
Tremblant au Récit.
Expression au Récit.

## Personnalités
- Claude Lefèbvre (1632-1675), peintre et graveur français, baptisé le 12 septembre 1632 dans l'église Saint-Louis.
- Louis Lully (1664-1734), musicien français, baptisé le 9 septembre 1677.
- Marie-Anne Vaillot (1734-1793), religieuse fusillée à la Révolution, baptisé le 13 mai 1734.

### Ouvrages encyclopédiques
- [Flohic 2001] Jean-Luc Flohic, Le Patrimoine des communes de Seine-et-Marne, t. I, Paris, Flohic, mars 2001, 1re éd., 1 507 p. (ISBN 2-842-34100-7), Canton de Fontainebleau, « Fontainebleau », p. 568-580.

### Ouvrages spécialisés
- [Constant 1875] Charles Constant, Histoire d'un club jacobin en province pendant la Révolution, Paris, Éditions Honoré Champion, mars 1875, 100 p. (BNF 33989129, lire en ligne).